# Thác nước Ngọn Lửa Vĩnh Cửu
Thác nước Ngọn Lửa Vĩnh Cửu, (tiếng Anh: The Eternal Flame Falls) là một thác nước nhỏ nằm trong Khu bảo tồn Shale Creek, một phần của Công viên Chestnut Ridge thuộc Thành phố Buffalo, Quận Erie, tiểu bang New York. Một hang động nhỏ ở chân thác phát ra khí tự nhiên, có thể được thắp sáng để tạo ra ngọn lửa nhỏ. Ngọn lửa này có thể nhìn thấy quanh năm, mặc dù nó có thể bị dập tắt và thỉnh thoảng phải thắp lại.

## Thành phần và nguồn khí
Không một bất kỳ một thông tin chính xác nào về người đầu tiên thắp lên ngọn lửa này, mặc dù có suy đoán rằng ngọn lửa được châm lên bởi những người Mỹ bản địa từ hàng nghìn năm trước. Nhưng điều khó hiểu nhất là dù có một dòng khí đốt tự nhiên cung cấp năng lượng cho ngọn lửa, lớp đá phiến sét bên dưới cũng không đủ nóng để duy trì nó. Các loại đá nằm dưới thác nước không đủ nhiệt lượng để sản sinh phản ứng tại thành ngọn lửa. Các loại đá này chỉ có nhiệt độ ngang với một tách trà nóng
Những ngọn lửa vĩnh cửu tương tự trong tự nhiên thường xuất hiện khi khí gas tự nhiên rò rì từ lòng đất. Khí methane rò rỉ thường bị các loại vi khuẩn chuyển hóa thành carbon dioxide, tuy nhiên tại những điểm xuất hiện ngọn lửa vĩnh cửu, methane thường tích tụ thành các túi khí gas và không bị chuyển hóa, giữ được tính dễ cháy. Khi tới gần thác nước, du khách có thể cảm nhận rõ mùi không mấy dễ chịu do khí gas tự nhiên rò rỉ và phát tán. Tại thác có nồng độ Etan và Prôpan (khoảng 35 %) cao hơn so với các rò rỉ khí tự nhiên đã biết khác, thường chứa một tỷ lệ lớn hơn methane. Ước tính rằng tại thác thải ra khoảng 01 kilôgam (2,2 lb) khí methane mỗi ngày.
Các nhà nghiên cứu cũng ghi nhận sự hiện diện của nhiều 'vết thấm siêu nhỏ' khác trong khu vực thác. Bằng cách so sánh khí thải ra từ những vết thấm này với khí từ các giếng trong khu vực, họ xác định rằng khí bắt nguồn từ Rhinestreet Shale cách bề mặt khoảng 400 mét (1.300 ft). Hoạt động kiến tạo có khả năng mở ra các đứt gãy trong đá phiến sét, cho phép khí đi đến bề mặt.

## Du lịch
Từng là một điểm tham quan ít người biết đến, nhưng với sự chú ý của giới truyền thông và xây dựng hạ tầng đối với con đường đến thác dẫn đến lượng khách du lịch đếm tham quan ngày càng tăng dẫn đến một số tác động tiêu cực như sự gia tăng rác thải, ô nhiễm môi trường và tác động đến địa hình xung quanh của khách du lịch.
Năm 2012, người dân phản đối kế hoạch phát quang một khu vực rừng gần đó để xây dựng sân gôn đĩa. Tuy nhiên, sân gôn đĩa vẫn được xây dựng ngay trong khu vực rừng.